# Потрк
Потрк је насеље у општини Бијело Поље у Црној Гори. Према попису из 2003. било је 418 становника (према попису из 1991. било је 489 становника).

## Демографија
У насељу Потрк живи 342 пунолетна становника, а просечна старост становништва износи 39,8 година (37,7 код мушкараца и 42,5 код жена). У насељу има 115 домаћинстава, а просечан број чланова по домаћинству је 3,63.
Становништво у овом насељу веома је хетерогено, а у последња три пописа, примећен је пад у броју становника.
|  |

| Демографија | Демографија | Демографија |
| Година      | Становника  | Становника  |
| ----------- | ----------- | ----------- |
|             |             |             |
|             |             |             |
|             |             |             |
|             |             |             |
| 1948.       | 732         |             |
| 1953.       | 830         |             |
| 1961.       | 888         |             |
| 1971.       | 804         |             |
| 1981.       | 631         |             |
| 1991.       | 489         | 476         |
| 2003.       | 438         | 418         |
|             |             |             |

| Етнички састав према попису из 2003.‍ | Етнички састав према попису из 2003.‍ | Етнички састав према попису из 2003.‍ | Етнички састав према попису из 2003.‍ | Етнички састав према попису из 2003.‍ |
| ------------------------------------ | ------------------------------------ | ------------------------------------ | ------------------------------------ | ------------------------------------ |
|                                      |                                      |                                      |                                      |                                      |
| Срби                                 | Срби                                 |                                      | 256                                  | 61,24%                               |
| Црногорци                            | Црногорци                            |                                      | 146                                  | 34,92%                               |
| Муслимани                            | Муслимани                            |                                      | 1                                    | 0,23%                                |
| непознато                            | непознато                            |                                      | 5                                    | 1,19%                                |

| Година пописа     | 1948. | 1953. | 1961. | 1971. | 1981. | 1991. | 2003. |
| ----------------- | ----- | ----- | ----- | ----- | ----- | ----- | ----- |
| Број домаћинстава | 120   | 138   | 152   | 146   | 128   | 139   | 117   |

| Број чланова      | 1   | 2  | 3  | 4  | 5  | 6 | 7  | 8 | 9 | 10 и више | Просек |
| ----------------- | --- | -- | -- | -- | -- | - | -- | - | - | --------- | ------ |
| Број домаћинстава | 115 | 22 | 30 | 12 | 19 | 7 | 10 | 7 | 2 | 1         | 5      |

| Пол    | Укупно | Неожењен/Неудата | Ожењен/Удата | Удовац/Удовица | Разведен/Разведена | Непознато |
| ------ | ------ | ---------------- | ------------ | -------------- | ------------------ | --------- |
| Мушки  | 194    | 87               | 90           | 12             | 2                  | 3         |
| Женски | 158    | 29               | 88           | 33             | 5                  | 3         |
| УКУПНО | 352    | 116              | 178          | 45             | 7                  | 6         |

| Пол    | Укупно                    | Пољопривреда, лов и шумарство | Рибарство                            | Вађење руде и камена | Прерађивачка индустрија       |
| ------ | ------------------------- | ----------------------------- | ------------------------------------ | -------------------- | ----------------------------- |
| Мушки  | 76                        | 52                            | 0                                    | 0                    | 6                             |
| Женски | 13                        | 3                             | 0                                    | 0                    | 1                             |
| УКУПНО | 89                        | 55                            | 0                                    | 0                    | 7                             |
| Пол    | Производња и снабдевање   | Грађевинарство                | Трговина                             | Хотели и ресторани   | Саобраћај, складиштење и везе |
| Мушки  | 0                         | 2                             | 2                                    | 0                    | 0                             |
| Женски | 0                         | 0                             | 5                                    | 0                    | 0                             |
| УКУПНО | 0                         | 2                             | 7                                    | 0                    | 0                             |
| Пол    | Финансијско посредовање   | Некретнине                    | Државна управа и одбрана             | Образовање           | Здравствени и социјални рад   |
| Мушки  | 0                         | 0                             | 5                                    | 4                    | 0                             |
| Женски | 0                         | 0                             | 1                                    | 0                    | 2                             |
| УКУПНО | 0                         | 0                             | 6                                    | 4                    | 2                             |
| Пол    | Остале услужне активности | Приватна домаћинства          | Екстериторијалне организације и тела | Непознато            | Непознато                     |
| Мушки  | 1                         | 0                             | 0                                    | 4                    | 4                             |
| Женски | 0                         | 0                             | 0                                    | 1                    | 1                             |
| УКУПНО | 1                         | 0                             | 0                                    | 5                    | 5                             |